# Metrobús de la Ciudad de México
El Metrobús es un sistema de autobús de tránsito rápido en la Ciudad de México. Su planeación, control y administración están a cargo del organismo público descentralizado Metrobús.
El sistema cuenta con siete líneas, actualmente, se asigna un número y un color distintivo para cada línea. Tiene una extensión total de 125 kilómetros y posee 283 estaciones. La mayoría de las estaciones se encuentran en la Ciudad de México.
La primera línea la inauguró el 19 de junio de 2005 el entonces jefe de gobierno, Andrés Manuel López Obrador.

## Historia

### Inicios
El 31 de mayo de 2002 el EMBARQ-The World Resources Institute Center for Sustainable Transport firmó un acuerdo con el gobierno del entonces Distrito Federal, hoy Ciudad de México, para formalizar un compromiso de cooperación por cuatro años (2002-2006) para aplicar el Programa para el Transporte Sustentable en la Ciudad de México. Como resultado del acuerdo se creó el Centro de Transporte Sustentable de la Ciudad de México, con fondos del Global Environmental Fund y la Shell Foundation, como un programa del Centro Interdisciplinario de Biodiversidad y Ambiente, AC.
En septiembre de 2002 José Luis Samaniego, director del Centro de Transporte Sustentable de la Ciudad de México, dio a conocer a la prensa el inicio de pláticas entre autoridades del Estado de México y el Distrito Federal para la construcción de un sistema de corredores de autobuses rápidos. El modelo propuesto tendría características similares al sistema TransMilenio de la ciudad de Bogotá, Colombia. Para Samaniego, el sistema Rede Integrada de Transporte, aplicado en la ciudad brasileña de Curitiba, correspondía más a un modelo paradigmático entre urbanistas. El modelo aplicado en Curitiba considera vialidades con la suficiente anchura para alojar dos carriles confinados desde su construcción. En el caso de la Ciudad de México, se tendría que adaptar las vialidades a este transporte. Para construir este sistema, se contaría con recursos del Banco Mundial.
En septiembre de 2003 el gobierno del Distrito Federal, con asesoría del Centro de Transporte Sustentable de la Ciudad de México, comenzó a diseñar el proyecto ejecutivo para los corredores de autobuses rápidos. El proyecto contempló 6 rutas de transporte con carriles confinados en Av. de los Insurgentes, Eje 8 Sur, Eje Central, Eje 3 Oriente, Av. Miguel Ángel de Quevedo y Av. Tláhuac. El sistema llevaría el nombre de Metrobús o Megabús, tendría estaciones aproximadamente cada 400 metros, el pasaje se cobraría mediante tarjetas de prepago y se prohibiría la circulación de microbuses y camiones de carga en las vialidades donde fuese implantado. De todas las posibles opciones analizadas, se decidió construir sobre la Av. de los Insurgentes el primer corredor de este tipo de transporte.

### Construcción
El 24 de septiembre de 2004 la Secretaría de Transportes y Vialidad publicó en la Gaceta Oficial del Distrito Federal el aviso de creación del sistema de transporte público denominado Corredores de Transporte Público de Pasajeros del Distrito Federal.  Estos corredores de transporte contarían con las características siguientes:

"... Para efectos del presente aviso, los corredores de transporte público de pasajeros constituyen un sistema de transporte masivo y/o colectivo, con operación regulada, recaudo centralizado, que operan de manera exclusiva en vialidades con carriles reservados para el transporte público, total o parcialmente confinados, que cuentan con paradas predeterminadas y con infraestructura para el ascenso y descenso de pasajeros, en estaciones ubicadas a lo largo de los recorridos, con terminales en su origen y destino, con una organización para la prestación del servicio como personas morales ..."
Secretaría de Transportes y Vialidad del Distrito Federal, Gaceta Oficial del Distrito Federal, décima cuarta época, nº 98 bis, 24/sep/2004

El 1 de octubre de 2004, la Secretaría de Transportes y Vialidad publicó, en la Gaceta Oficial del Distrito Federal, el aviso de aprobación del establecimiento del Corredor de Transporte Público de Pasajeros Metrobús Insurgentes en el tramo de 19.4 kilómetros comprendido entre la estación Indios Verdes del Metro de la Ciudad de México y el Eje 10 Sur (Av. Copilco).
El 6 de octubre de 2005, se publicó el estudio de balance oferta-demanda de transporte público en Av. de los Insurgentes. Este estudio concluyó la existencia de sobre-oferta de servicio, la necesidad de ordenarlo y mejorar sus condiciones de operación. 
El 12 de noviembre de 2004, la Secretaría de Transportes y Vialidad publicó, en la Gaceta Oficial del Distrito Federal, el aviso de declaratoria de necesidad para la prestación del servicio público de transporte de pasajeros en el corredor de transporte público de pasajeros Metrobús Insurgentes. En esta declaratoria se estableció el esquema de operación del Corredor Insurgentes. 20 unidades del parque vehicular estarían a cargo de la Red de Transporte de Pasajeros del Distrito Federal, mientras que las 60 restantes estarían bajo el control del transporte concesionado. La regulación, supervisión y control de la operación del Corredor Insurgentes quedaría a cargo de un organismo público descentralizado creado por el gobierno del Distrito Federal.
Sin una ceremonia oficial, el 4 de diciembre de 2004, sobre Av. de los Insurgentes entre el Eje 6 Sur (calle Holbein) y la calle Santa Margarita, en la colonia Insurgentes San Borja, comenzaron las obras de construcción del Corredor Insurgentes.
El 9 de marzo de 2005 Andrés Manuel López Obrador, Jefe de Gobierno del Distrito Federal de 2000 a 2005, publicó en la Gaceta Oficial del Distrito Federal el decreto para la creación del organismo público descentralizado Metrobús:

"... Se crea el Organismo Público Descentralizado de la Administración Pública del Distrito Federal con personalidad jurídica, patrimonio propio y autonomía técnica y administrativa denominado Metrobús, el cual estará sectorizado a la Secretaría de Transportes y Vialidad del Distrito Federal ... El Metrobús tendrá por objeto: La planeación, administración y control del Sistema de Corredores de Transporte Público de Pasajeros del Distrito Federal Metrobús ..."
Jefatura de Gobierno del Distrito Federal, Gaceta Oficial del Distrito Federal, décima quinta época, nº 29, 09/mar/2005

El 19 de junio de 2005 Andrés Manuel López Obrador, en una ceremonia efectuada en la estación Reforma, inauguró formalmente el servicio del Corredor Insurgentes entre las estaciones Indios Verdes y Doctor Gálvez.

## Líneas

### Línea 1
Primera línea en construirse e inaugurarse. Está integrada por los corredores de transporte Metrobús Insurgentes y Metrobús Insurgentes Sur, cuenta con 47 estaciones en total y su color distintivo es el rojo. Está construida al centro de la Ciudad de México, con dirección sur-norte. Tiene una longitud de 28.1 kilómetros.

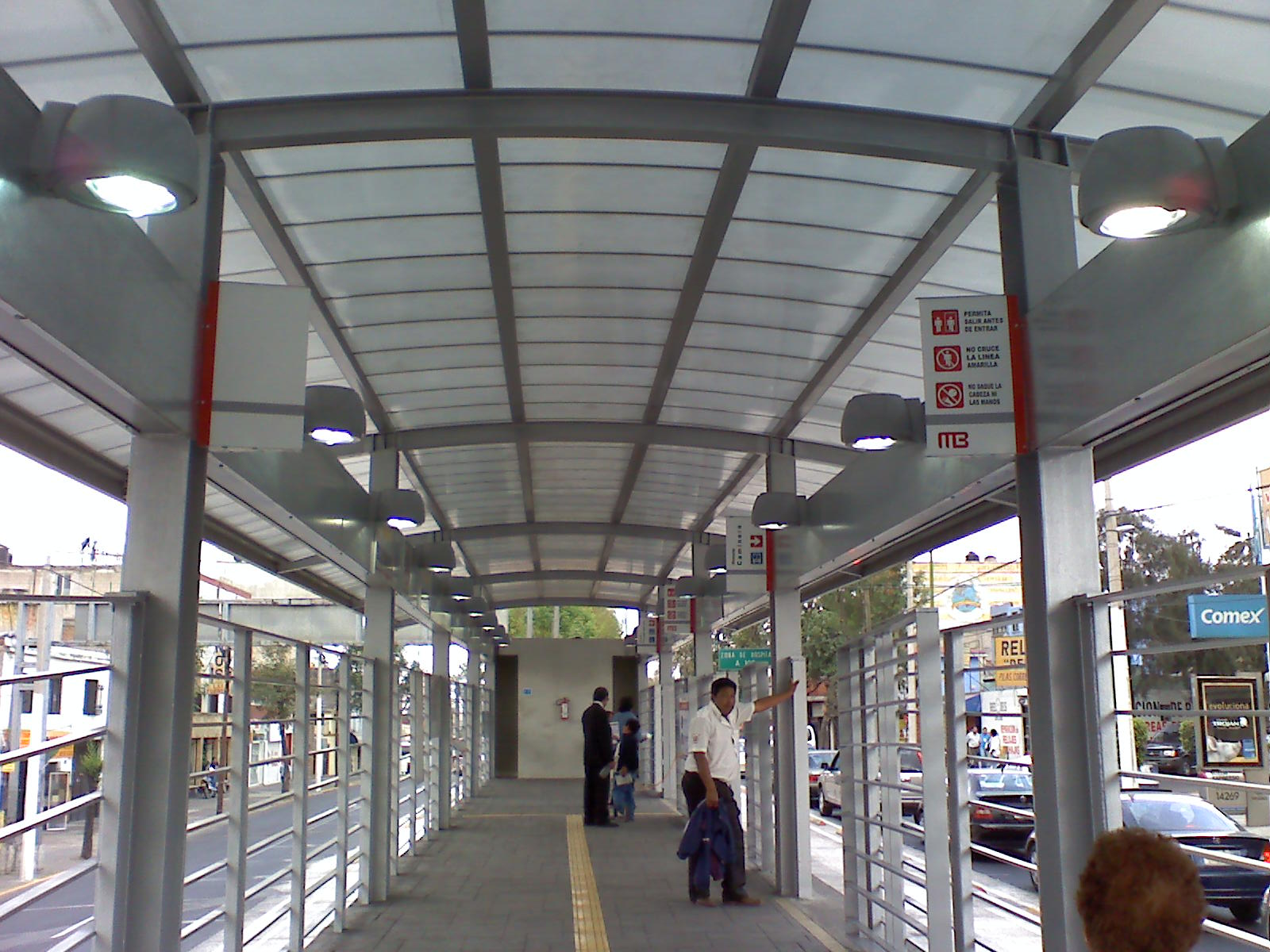
Interior de la estación Ayuntamiento

El corredor Metrobús Insurgentes de 37 estaciones y 19.6 kilómetros de longitud, Indios Verdes-Dr. Gálvez, fue inaugurado el 19 de junio de 2005 por Andrés Manuel López Obrador, Jefe de Gobierno del Distrito Federal de 2000 a 2005. El corredor Metrobús Insurgentes Sur de 8.5 kilómetros y 10 estaciones, Dr. Gálvez-El Caminero, fue inaugurado por Marcelo Ebrard Casaubón, Jefe de Gobierno del Distrito Federal, el 13 de marzo de 2008.
La línea cuenta con ocho itinerarios (los itinerarios se modifican constantemente de acuerdo a la saturación del sistema):
- Indios Verdes - El Caminero
- Indios Verdes - La Joya
- Indios Verdes - Doctor Gálvez
- Indios Verdes - Glorieta de Insurgentes
- Indios Verdes - Pueblo Santa Cruz Atoyac, de la Línea 3
- Buenavista II - El Caminero
- Colonia del Valle - Tepalcates, de la Línea 2
- Doctor Gálvez - Rojo Gómez, de la Línea 2

Esta línea brinda servicio a las alcaldías: Gustavo A. Madero, Cuauhtémoc, Benito Juárez, Álvaro Obregón, Coyoacán y Tlalpan.
Tiene transbordo gratuito con la Línea 2 en las estaciones Nuevo León y Viaducto; con la Línea 3 en las estaciones Circuito, La Raza y Buenavista; con la Línea 4 en las estaciones Buenavista y Plaza de la República; con la Línea 6 en la estación Deportivo 18 de Marzo; y con la Línea 7 en las estaciones Indios Verdes, Reforma y Hamburgo. 
Para realizar el transbordo, el usuario debe salir de la estación de la Línea 1 y caminar hacia la estación del mismo nombre de la Línea 2, la Línea 3 o la Línea 4. Únicamente se permite un transbordo por persona-tarjeta-viaje.

### Línea 2
Segunda línea en construirse e inaugurarse. La constituye el corredor de transporte denominado Metrobús Eje 4 Sur. Construida al centro de la Ciudad de México, con dirección oriente-poniente, tiene una longitud de 20 kilómetros, 36 estaciones y su color distintivo es el morado.

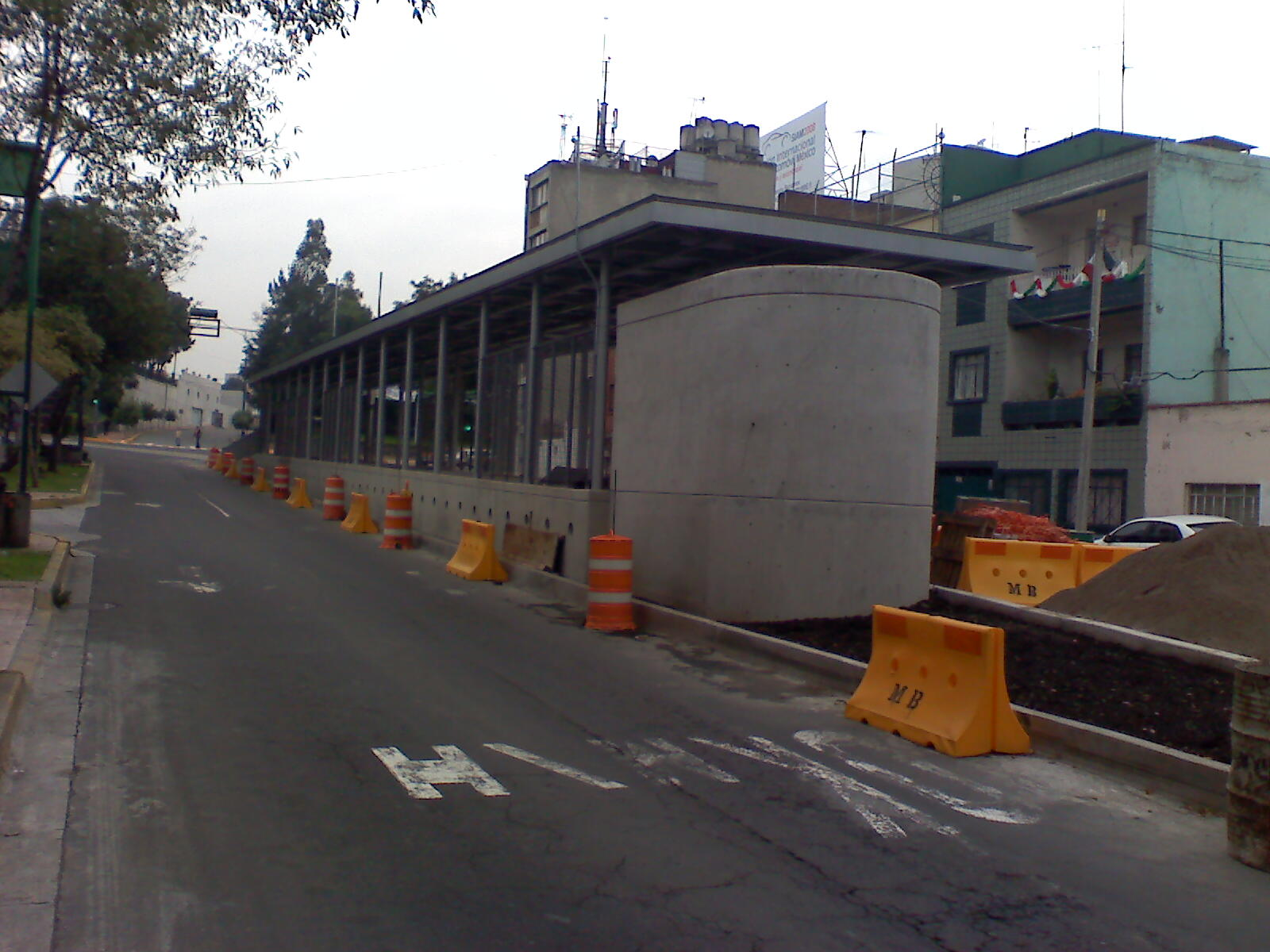
Estación Parque Lira durante su construcción (14 de septiembre de 2008)

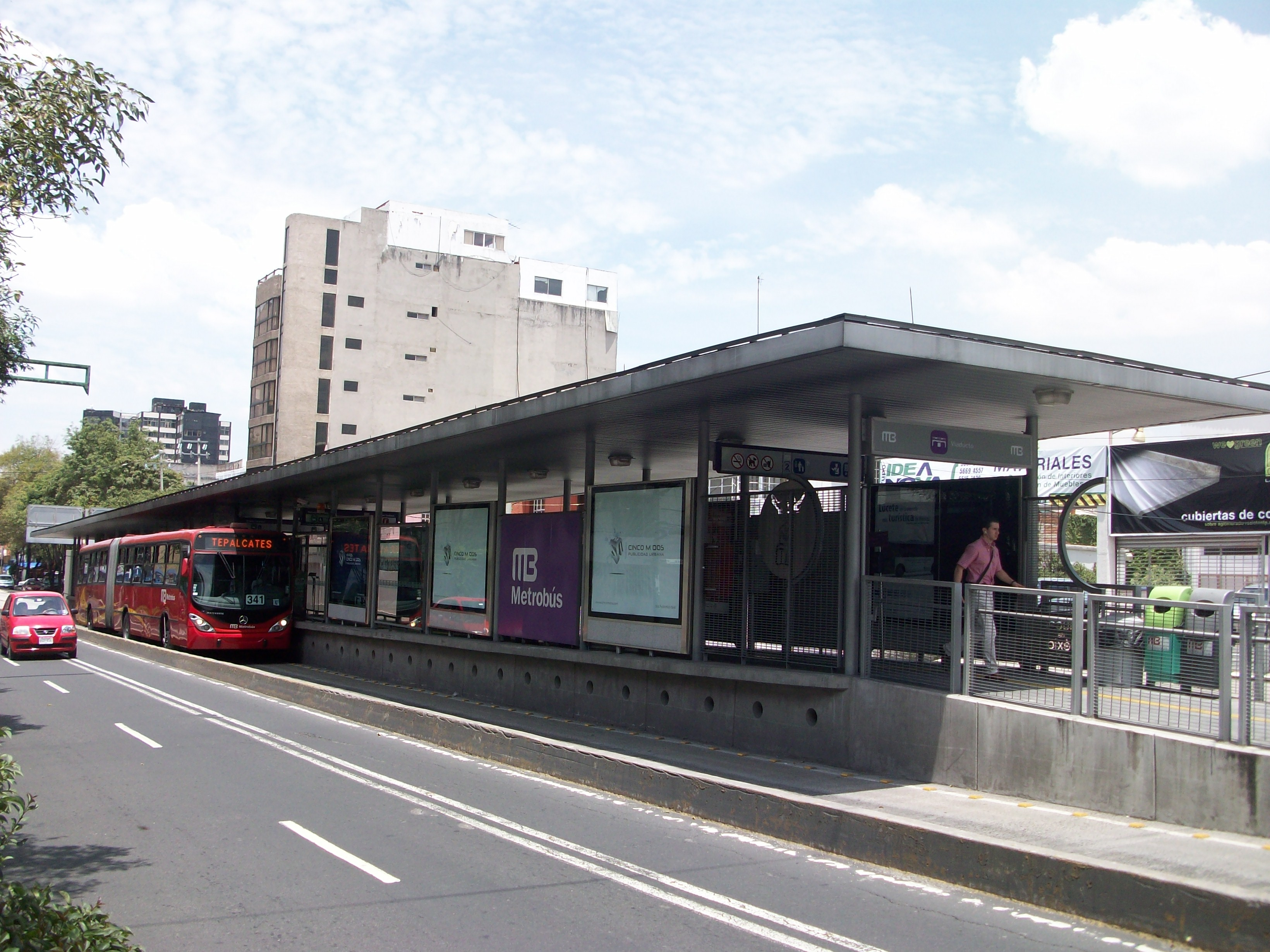
Estación Viaducto

En diciembre de 2006, Marcelo Ebrad Casaubón solicitó a la Asamblea Legislativa del Distrito Federal, por medio del proyecto de Presupuesto de Egresos, MXN$ 319 millones para la construcción del Corredor Eje 8 Sur. El 4 de enero de 2007, Armando Quintero Martínez, secretario de Transportes y Vialidad del Distrito Federal, anunció la construcción de la segunda línea del Metrobús en el Eje 4 Sur. Quintero no ofreció más detalles acerca del cambio de ubicación del corredor. Únicamente mencionó que el Eje 4 Sur presentaba las mejores características para continuar con el proyecto del Metrobús.
Comenzó a construirse el 4 de septiembre de 2007. Fue inaugurada el 16 de diciembre de 2008 por el Jefe de Gobierno del Distrito Federal, Marcelo Ebrard Casaubón.
En 2020, fue inaugurada una estación intermedia entre las estaciones Coyuya y Canela, bajo el nombre de "Metro Coyuya", el cual facilitaría la conexión con la estación del mismo nombre que forma parte de la ampliación de la Línea 5 inaugurada ese mismo año.
Cuenta con seis itinerarios (los itinerarios se modifican constantemente de acuerdo a la saturación del sistema):
- Tepalcates - Tacubaya
- Tepalcates - Colonia del Valle, de la Línea 1
- Tepalcates - Nápoles, de la Línea 1
- Tepalcates - Etiopía, de la Línea 3
- Rojo Gómez - Doctor Gálvez, de la Línea 1
- Río Frío / Del Moral - Juárez, de la Línea 3

La línea brinda servicio en las demarcaciones territoriales de Miguel Hidalgo, Cuauhtémoc, Benito Juárez, Iztacalco e Iztapalapa.
Tiene transbordo con la Línea 1 en la estación Nuevo León, con la Línea 3 en la estación Etiopía - Plaza de la Transparencia, y con la Línea 5 en la estación Metro Coyuya.
Para realizar el transbordo, el usuario debe salir de la estación de la Línea 2 y caminar hacia la estación del mismo nombre de la Línea 1, 3 y/o 5. Únicamente se permite un transbordo por persona-tarjeta-viaje.

### Línea 3
Tercera línea en construirse e inaugurarse. La constituye el corredor de transporte denominado Metrobús Eje 1 Poniente. Construida al centro de la Ciudad de México, con dirección norte-sur, tiene una longitud de 20 kilómetros, 38 estaciones y su color distintivo es el verde.

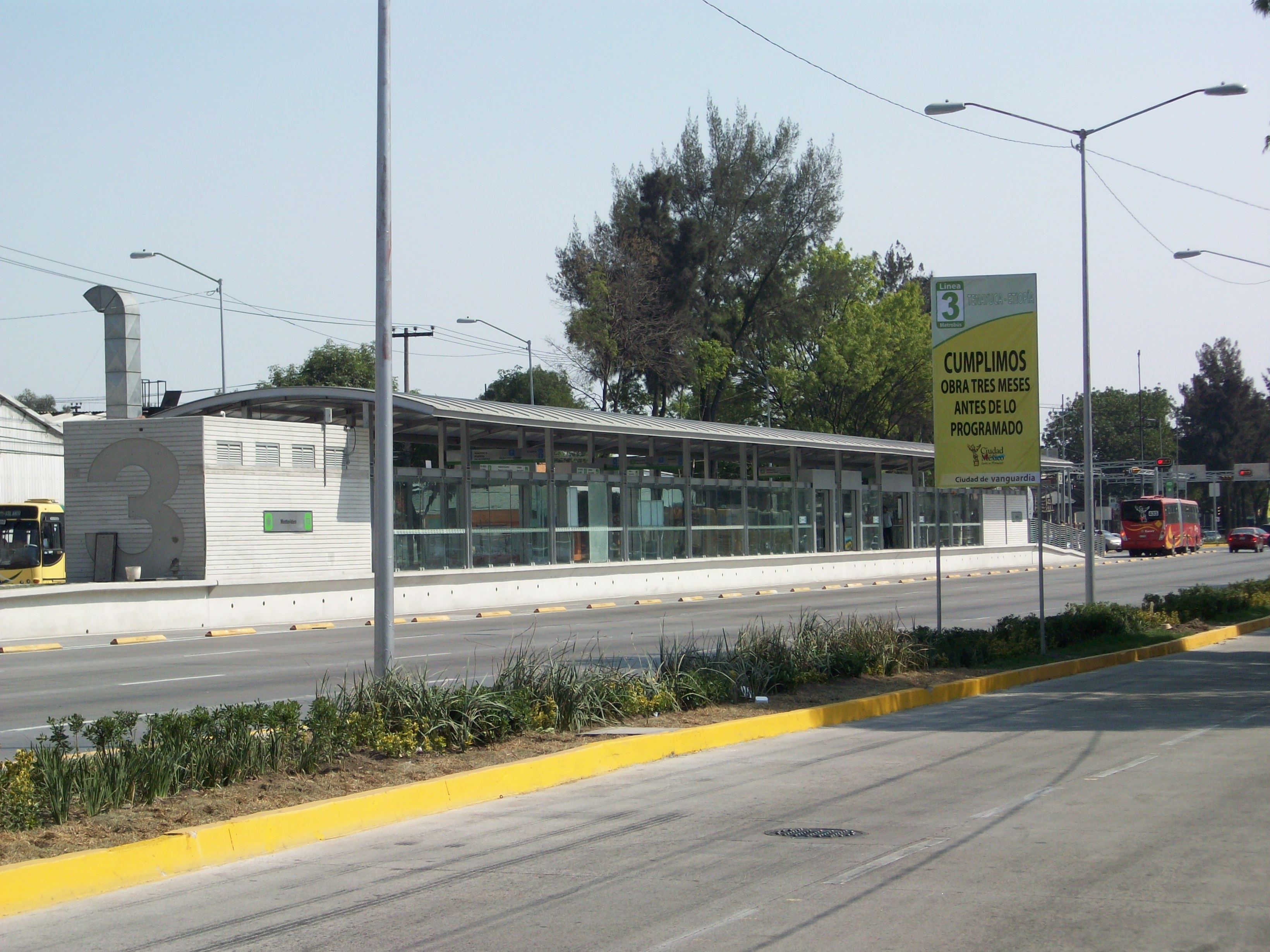
Estación Montevideo en la Calzada Vallejo

El 19 de noviembre de 2009, el entonces Jefe de Gobierno del Distrito Federal, Marcelo Ebrard, anunció una nueva propuesta para la expansión del sistema. La expansión consistiría en construir la línea 3 (constituida por el corredor Metrobús Eje 1 Poniente) entre las estaciones Tenayuca - Etiopía y la línea 4 (constituida por el corredor Eje Troncal Metropolitano) entre las estaciones Río de los Remedios - Glorieta de Vaqueritos.
El 5 de marzo de 2010, en el cruce de la calle San Juan Iztacala y la Calzada Vallejo, inició su construcción. Tuvo un costo de construcción de MXN$ 2,894 millones. Fue inaugurada el 8 de febrero de 2011 por el Jefe de Gobierno del Distrito Federal, Marcelo Ebrard Casaubón.
En 2019, se inició la ampliación de la Línea 3 del Metrobús, la cual contemplaba 7 nuevas estaciones, por lo que, al finalizar la obra, la Línea 3 contaría con un total de 40 estaciones y 19.87 km. Los nombres preliminares de sus estaciones fueron: Luz Saviñón, Eugenia, División del Norte, Miguel Laurent, Zapata, Popocatépetl y Hospital Xoco. Por oposición vecinal por parte de los vecinos de las Colonias Xoco y General Anaya, no se construyó el tramo entre Popocatépetl y Hospital Xoco.
El 24 de septiembre de 2020, la Jefa de Gobierno, Claudia Sheinbaum, presentó la primera unidad totalmente eléctrica del Metrobús que correrá por la Línea 3, la cual fue fabricada por la empresa china Yutong y otorgada sin costo al gobierno capitalino.
El 10 de marzo de 2021, fueron inauguradas las cinco estaciones de la ampliación.
Cuenta con seis itinerarios:
- Tenayuca - Pueblo Santa Cruz Atoyac
- Tenayuca - Balderas
- Tenayuca - Buenavista III (Transbordo con línea 1)
- Tenayuca - La Raza II (Transbordo con línea 1)
- Pueblo Santa Cruz Atoyac - Indios Verdes, de la Línea 1
- Etiopía - Tepalcates, de la Línea 2
- Juárez - Río Frío / Del Moral, de la Línea 2

La línea brinda servicio en las alcaldías Azcapotzalco, Cuauhtémoc, Benito Juárez y Gustavo A. Madero.
Tiene transbordo con la línea 1 en las estaciones Circuito, La Raza y Buenavista; con la línea 2 en la estación Etiopía / Plaza de la Transparencia; con la línea 4 en las estaciones Buenavista, Hidalgo y Juárez; con línea 6 en la estación Montevideo; y con línea 7 en la estación Hidalgo.

### Línea 4

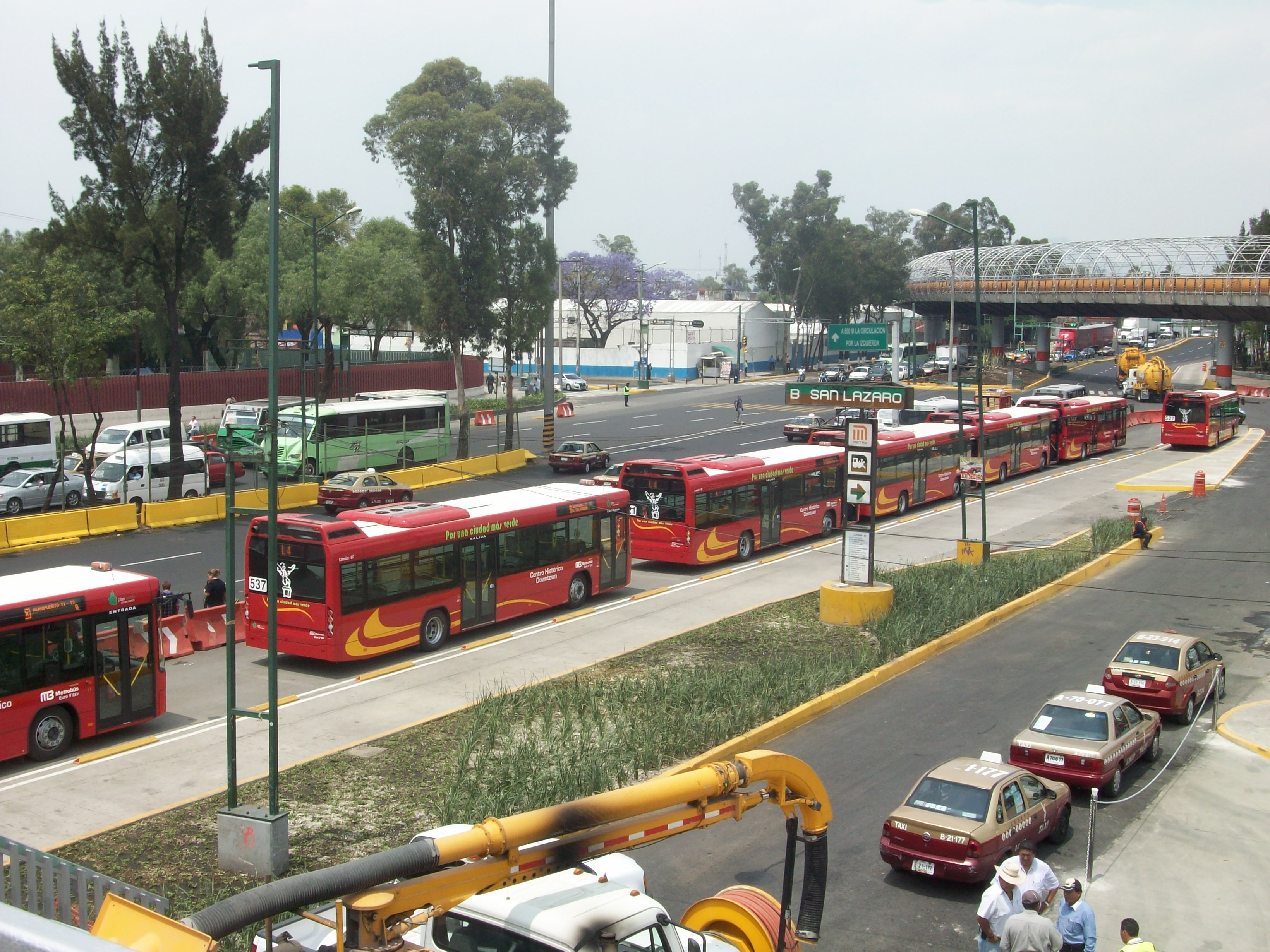
Autobuses de la Línea 4 en las proximidades de San Lázaro

El 28 de noviembre de 2010, el Gobierno del Distrito Federal dio a conocer la ruta para la primera etapa de la línea 4: Río de los Remedios - San Lázaro sobre la avenida Eduardo Molina. La construcción iniciaría tentativamente a principios de 2011. En ese año, el Gobierno del Distrito Federal anunció la modificación de la ruta. El 29 de abril de 2011 publicó en su gaceta la aprobación de la Secretaría de Transportes y Vialidad para construir el corredor de transporte denominado Metrobús Buenavista - Centro Histórico - San Lázaro - Aeropuerto.

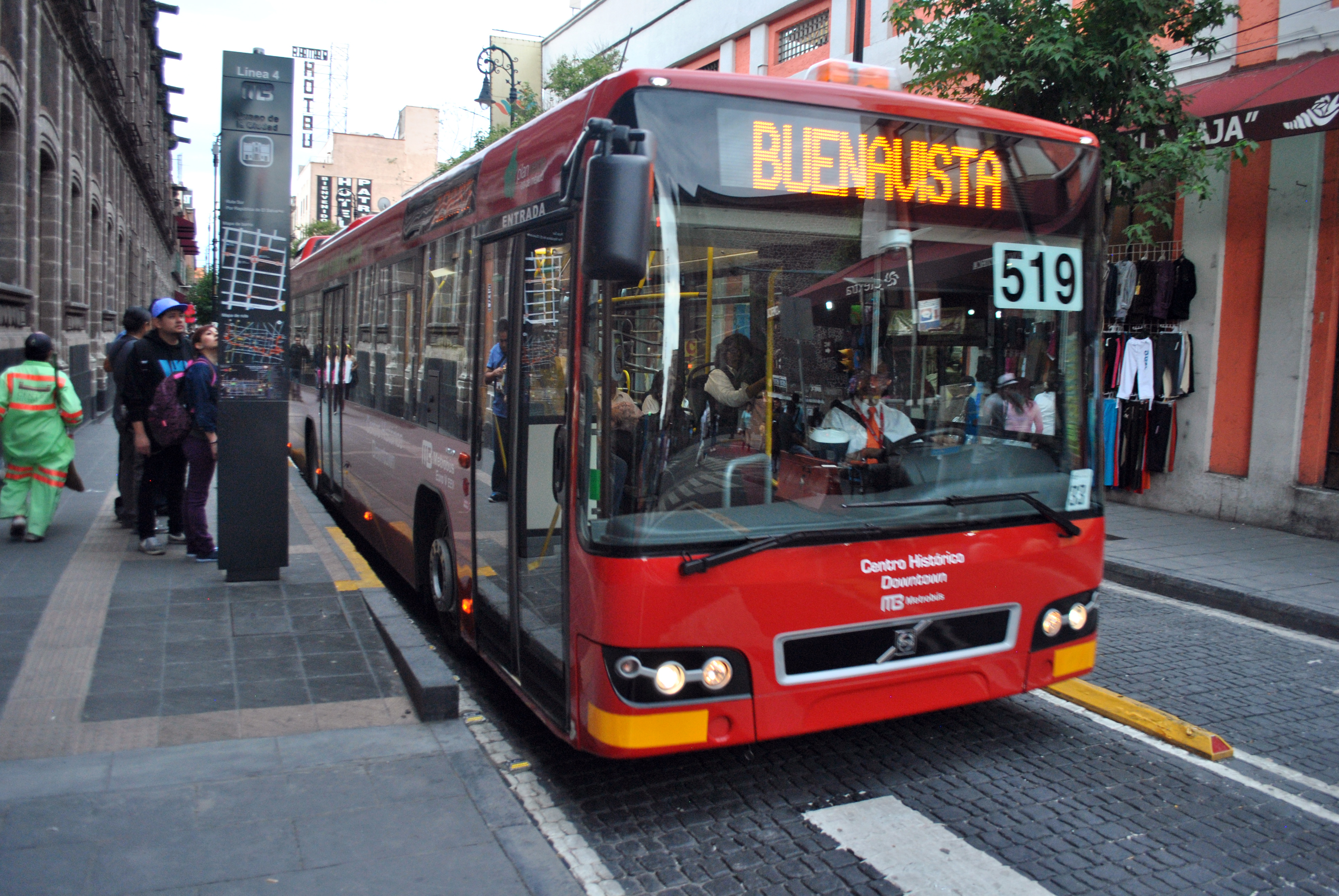
Parada Museo de la Ciudad de México perteneciente a la línea 4

El 4 de julio de 2011, en la calle Juan Cuamatzin, colonia Merced, inició su construcción. Finalmente, el 1 de abril de 2012 fue inaugurada por el Jefe de Gobierno del Distrito Federal, Martín Batres.
A diferencia de las otras líneas, esta no cuenta con plataforma elevada en las estaciones, debido a que modificaría la imagen urbana de la zona del Centro Histórico de la ciudad. Se instalaron estaciones tipo parabús, para las que no estuvieran en el perímetro A del Centro Histórico, y de tipo estela para las estaciones que se encuentran dentro del perímetro A. En respuesta a la altura de las estaciones, se decidió usar una flota de 54 autobuses de cama baja no articulados.
El itinerario de San Lázaro al Aeropuerto tiene un costo de MXN$ 30.00, mientras que los itinerarios de Buenavista a San Lázaro norte y sur conservan el costo de $6.00. Las estaciones no se encuentran cerradas. Los sistemas de acceso se encuentran dentro del autobús y las máquinas expendedoras solo se encuentran en las terminales, pudiéndose comprar y recargar tarjetas en diferentes tiendas cercanas a las estaciones. Esta medida se debe al vandalismo y a las condiciones climatológicas a las que podrían estar expuestas las máquinas expendedoras.
En 2020, las estaciones Teatro del Pueblo y Circunvalación fueron renombradas a Mercado Abelardo L. Rodríguez y Mercado Ampudia para referirse a los mercados cercanos a dichas estaciones.
El 29 de mayo de 2020, la Secretaría de Movilidad aprobó la ampliación de la línea 4, denominándose ese tramo como "Circuito Interior - Periférico Oriente".
El 3 de junio de 2021, empezó la operación de la ruta Hidalgo a Pantitlán. En esta etapa de ampliación se construyó una nueva estación terminal en el CETRAM Pantitlán; en el tramo entre Pantitlán al Archivo General de la Nación no hay paradas intermedias, continúa su recorrido por la ruta norte de la línea desde Archivo General de la Nación hasta la estación Hidalgo.
El 4 de octubre de 2021, fue modificado el título del aviso de la ampliación de la línea 4, denominándose "Metrobús Alameda Oriente - Circuito Interior".
El 27 de marzo de 2022, inicio el servicio de la ruta Hidalgo a la Alameda Oriente, la estación Calle 6 opera en sentido a la estación Hidalgo.
El 29 de enero de 2025 se inaugura la estación Calle 6 dirección Alameda Oriente, esto debido por órdenes vecinales de la Colonia Agrícola Pantitlán de la alcaldía Iztacalco haciendo conexión con la Línea 3 del Mexibús pese a la alta demanda de la CETRAM Pantitlán.
Cuenta con siete itinerarios:
- Buenavista - San Lázaro (ruta norte)
- Buenavista - San Lázaro (ruta sur)
- Hidalgo - Pantitlán
- Hidalgo - Alameda Oriente
- San Lázaro - Terminal 1 y Terminal 2 (Aeropuerto)
- Pantitlán - República de Argentina (ruta norte) (Solo lunes a sábado en horario de 16 a 21 horas)
- San Lázaro - Museo de la Ciudad (ruta sur) (Solo lunes a sábado en horario de 16 a 21 horas)

Aunque las rutas norte y sur tienen el mismo origen y destino, recorren diferentes vialidades con sus dos direcciones de circulación.
La línea brinda servicio en las alcaldías Cuauhtémoc, Venustiano Carranza e Iztacalco.
Tiene transbordo con la línea 1 en las estaciones Buenavista y Plaza de la República; con la línea 3 en las estaciones Buenavista, Hidalgo y Juárez; con la línea 5 en las estaciones Archivo General de la Nación y San Lázaro; y con línea 7 en la estación Hidalgo y Amajac.

### Línea 5

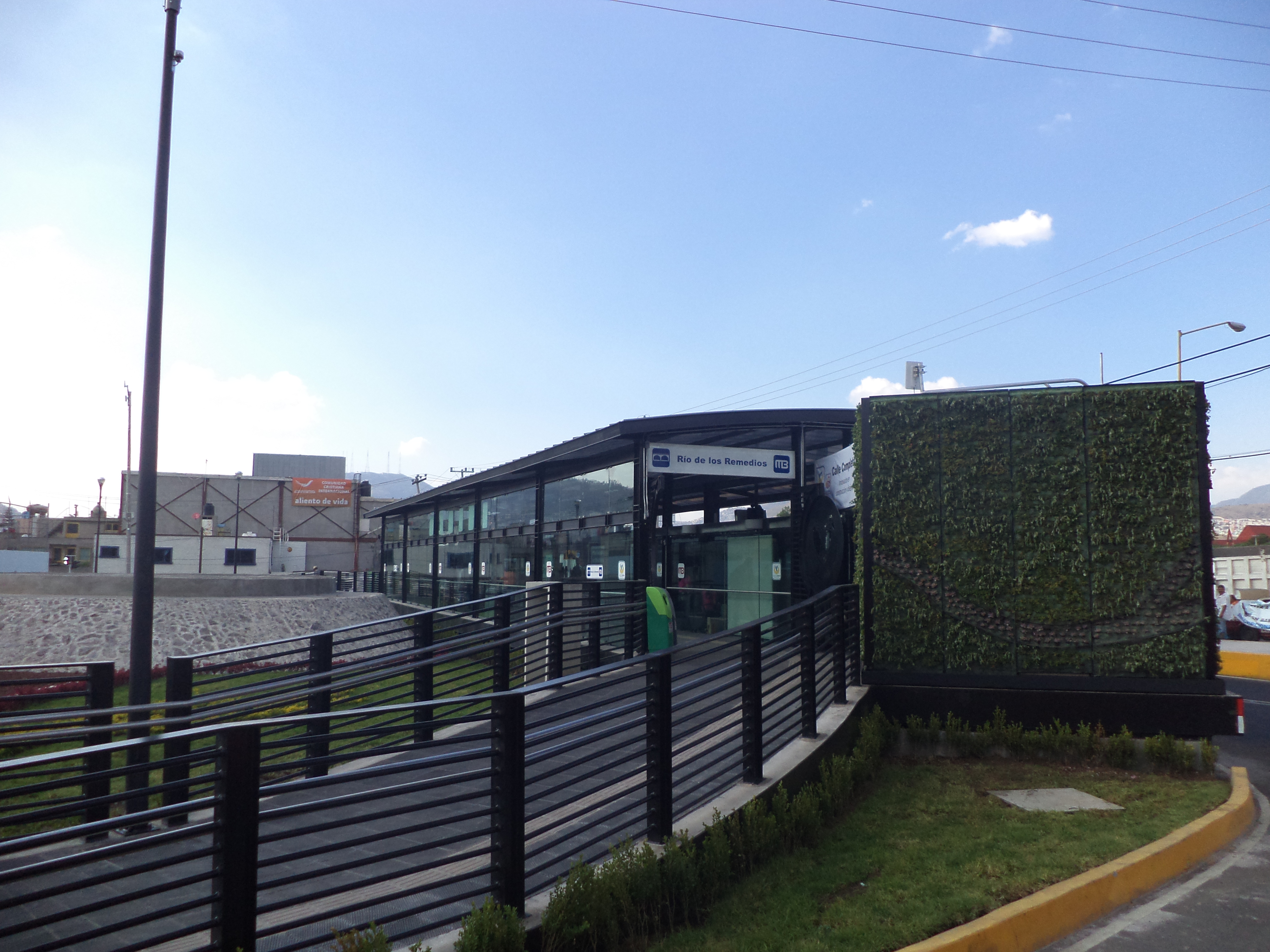
Estación Río de los Remedios desde un Metrobús

Quinta línea en construirse e inaugurarse. La constituye el corredor de transporte denominado Metrobús Río de los Remedios - Preparatoria 1. Construida al oriente de la Ciudad de México, con dirección norte-sur, tiene una longitud de 24.5 kilómetros, 51 estaciones y su color distintivo es el azul.
El 1 de febrero de 2013  el Gobierno del Distrito Federal publicó en su gaceta la aprobación de la Secretaría de Transportes y Vialidad para construir el corredor de transporte denominado Metrobús Río de los Remedios - Glorieta de Vaqueritos.
Comenzó a construirse el 26 de marzo de 2013. Fue inaugurada el 5 de noviembre de 2013 por el entonces Jefe de Gobierno del Distrito Federal, Miguel Ángel Mancera Espinosa.
En agosto de 2017, se anunció la ampliación desde San Lázaro hasta la Glorieta de Vaqueritos, tendría 34 nuevas estaciones, una extensión de aproximadamente 17.6 km y tardaría 17 meses de construcción, conectando con las Líneas 2 y 4 del Metrobús y Líneas 1, 8, 9 y B del Metro. El recorrido utilizaría las avenidas Eje 3 Oriente - Francisco del Paso y Troncoso, Calzada del Hueso y Canal de Miramontes, cruzando por las demarcaciones territoriales de Venustiano Carranza, Iztacalco, Iztapalapa, Coyoacán y Tlalpan.
Las estaciones a construir serían las siguientes: San Lázaro (Conexión con Líneas B del Metro y 4 del Metrobús), Moctezuma (conexión con Línea 4 del Metrobús), Venustiano Carranza, Avenida del Taller, Mixiuhca (Línea 9 del Metro), Hospital General Troncoso, Coyuya (Conexión con Línea 8 del Metro y 2 del Metrobús), Recreo, Oriente 116, Colegio de Bachilleres 3 (Conexión con Línea 8 del Metro), Canal de Apatlaco, Apatlaco (Línea 8 del Metro), Aculco (Línea 8 del Metro), Churubusco Oriente, Escuadrón 201 (Línea 8 del Metro), Atanasio G. Saravia, Granaderos, Ermita Iztapalapa, Pueblo Los Reyes, San Antonio Culhuacán, Calzada Taxqueña, Cafetales, ESIME Culhuacán, Manuela Sáenz, La Virgen, Tepetlapa, Las Bombas, Vista Hermosa, Calzada del Hueso, Cacahuatales, Tenorios, Galerías Coapa, Las Brujas, Acoxpa y Glorieta de Vaqueritos.
A finales del gobierno de Mancera, vecinos de Coapa expresaron su rechazo al tránsito de la ruta sobre Calzada del Hueso y Avenida Canal de Miramontes, además de que la zona fue fuertemente afectada por el sismo del 19 de septiembre de 2017 y el Banco Mundial amenazaba con cerrar el crédito que fondeaba la construcción. La administración decidió que el último frente de obras sería en la estación Las Bombas, dejando a la siguiente administración la decisión de continuar el trazo propuesto o modificarlo.
Con la llegada del gobierno de Claudia Sheinbaum, se propuso un nuevo trazo a partir de la estación Las Bombas. La ruta iría hacia el poniente sobre Calzada de las Bombas hasta su intersección con Avenida Canal de Miramontes, en donde giraría al sur sobre esta vialidad hasta llegar a la Glorieta de Vaqueritos. Las estaciones restantes serían las siguientes: Las Rancherías, Naranjales, Alameda Sur, Vista Hermosa, Galerías Coapa, Las Brujas, Acoxpa y Glorieta de Vaqueritos (estas últimas cuatro, conservadas del trazo original).
En mayo de 2019, el gobierno informó la modificación de la ampliación, tras la elaboración de nuevos estudios de movilidad. La pasada administración de Miguel Ángel Mancera y José Ramón Amieva habían puesto como terminal la Glorieta de Vaqueritos, pero las nuevas autoridades decidieron atender la demanda de servicio de transporte público en Xochimilco y decidieron que la nueva terminal se encontraría en las inmediaciones de la Escuela Nacional Preparatoria 1, por lo que decidieron seguir el trazo por avenida Cafetales, subir por el distribuidor vial de Muyuguarda, continuar por la avenida del mismo nombre, Avenida de La Noria y hasta llegar a la calle Prolongación Ignacio Aldama. Las estaciones restantes son las siguientes: Vista Hermosa, Calzada del Hueso (estas dos primeras, conservadas del trazo original), Cañaverales, Muyuguarda, Circuito Cuemanco, DIF Xochimilco y Preparatoria 1. Con esta nueva propuesta de trazo, la longitud aproximada de la ampliación será de 17.8 km y el número de estaciones nuevas se reduce a 33; aunque se ha sugerido su ampliación hasta la estación La Noria del Tren Ligero.
La primera etapa de ampliación de 14.5 kilómetros y 26 estaciones, de San Lázaro a Las Bombas, inició operaciones el 7 de septiembre de 2020.
El 3 de mayo de 2021, inició el servicio en las siete estaciones de la segunda etapa de ampliación, en el tramo de Las Bombas a Preparatoria 1.
Cuenta con cinco itinerarios:
- Río de los Remedios - Preparatoria 1
- Río de los Remedios - San Lázaro (Norte)
- Río de los Remedios - Las Bombas
- San Lázaro (Sur) - Las Bombas
- San Lázaro (Sur) - Preparatoria 1

Esta línea brinda servicio a las demarcaciones territoriales de Gustavo A. Madero, Venustiano Carranza, Iztacalco, Iztapalapa, Coyoacán, Tlalpan y Xochimilco.
Tiene transbordo con la línea 2 en la estación Metro Coyuya, con la línea 4 en las estaciones Archivo General de la Nación y San Lázaro, y con la línea 6 en la estación San Juan de Aragón. Asimismo, cuenta con conexiones con las líneas 2, 4, 5, 7 y 9 de Trolebús y Líneas 1, 5, 8, 9 y B del Metro.
La línea 5, en el tramo que comprende de la estación 314 / Memorial New's Divine a la estación Río Consulado, posee estaciones con un acople de autobús por sentido de vialidad, por lo que en dicho tramo no es posible cambiar de dirección sin tener que realizar un nuevo pago de $6.00 para ingresar al andén paralelo.

### Línea 6

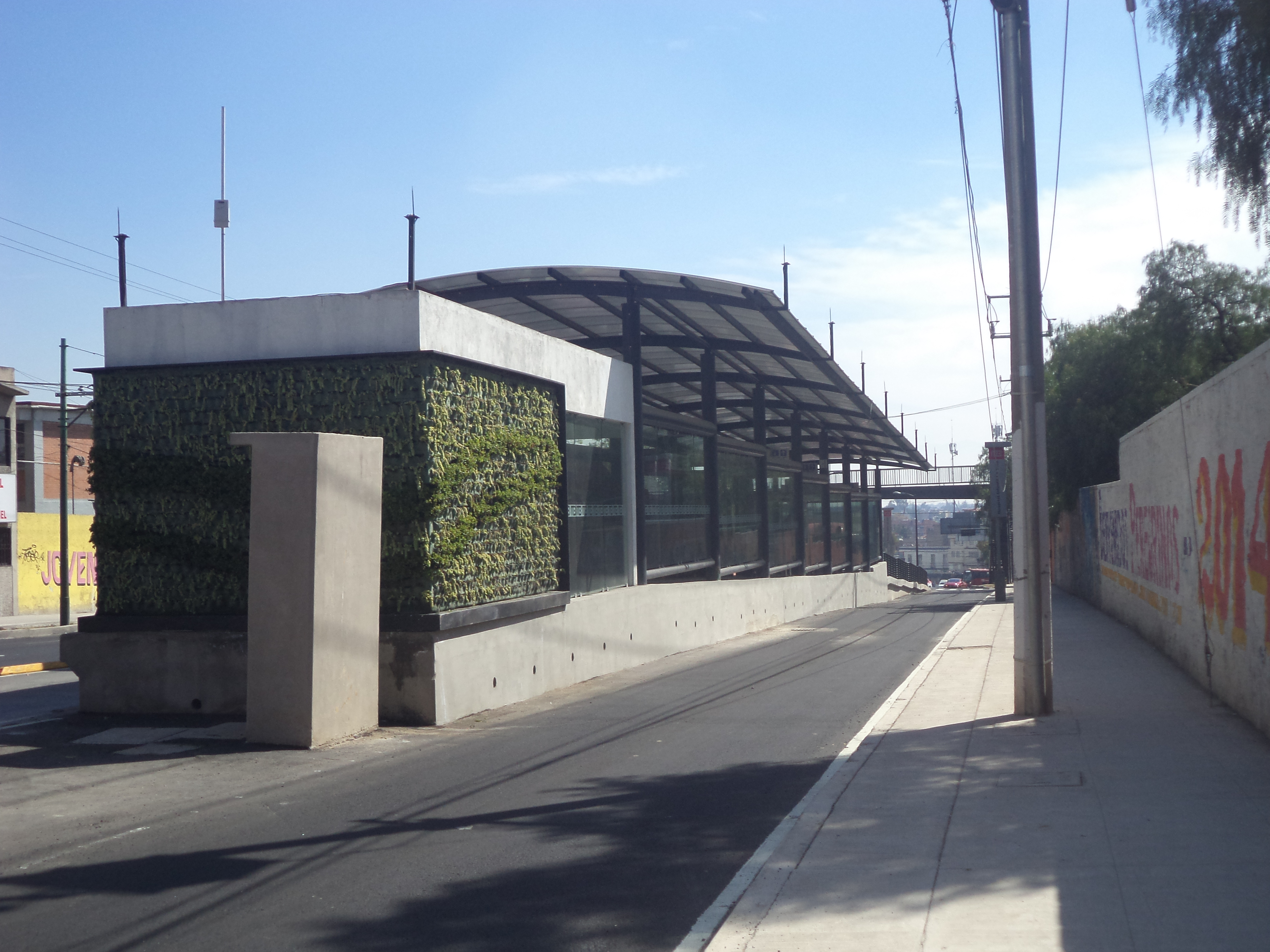
Estación Hospital Infantil La Villa

Sexta línea en construirse e inaugurarse. La constituye el corredor de transporte denominado Metrobús Eje 5 Norte. Construida al norte de la Ciudad de México, con dirección oriente-poniente, tiene una longitud de 20 kilómetros, 37 estaciones y su color distintivo es el rosa. 
Las obras complementarias iniciaron el 6 de agosto de 2014 y la obra civil el 4 de octubre de 2014. El 26 de noviembre de 2014, el Gobierno del Distrito Federal publicó en su gaceta la aprobación de la Secretaría de Movilidad, antes Secretaría de Transportes y Vialidad, para construir el corredor de transporte denominado Metrobús Eje 5 Norte.
Fue inaugurada el 21 de enero de 2016 por el Jefe de Gobierno del Distrito Federal, Miguel Ángel Mancera.
Cuenta con tres itinerarios:
- El Rosario - Villa de Aragón
- El Rosario - Deportivo 18 de Marzo (Solo lunes a viernes)
- Instituto Politécnico Nacional - Villa de Aragón (Solo lunes a viernes)

La línea brinda servicio en las alcaldías Azcapotzalco y Gustavo A. Madero.
Tiene transbordo con la línea 3 en la estación Montevideo; con la línea 1 en la estación Deportivo 18 de Marzo; con la línea 5 en la estación San Juan de Aragón; y con línea 7 en las estaciones La Villa, De los Misterios, Hospital Infantil La Villa y Delegación Gustavo A. Madero.

### Línea 7

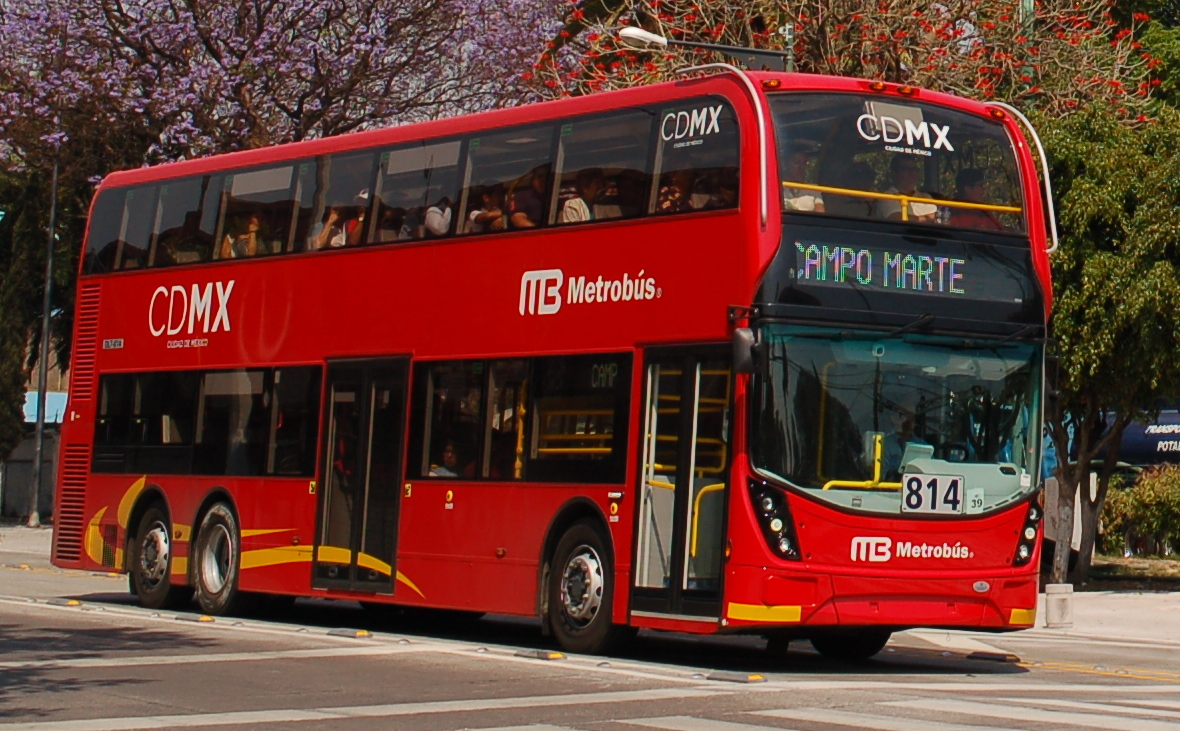
Metrobús de línea 7 sobre Calzada de los Misterios

Séptima línea en construirse. La constituye el corredor de transporte denominado Metrobús Corredor Reforma. Construida al norte, centro y poniente de la Ciudad de México, con dirección norte - poniente, tiene una longitud de 15 kilómetros, 31 estaciones y su color distintivo es el verde oscuro. 
El 29 de junio de 2015  el Gobierno del Distrito Federal publicó en su gaceta la aprobación de la Secretaría de Movilidad para construir el corredor de transporte denominado Metrobús Reforma.

Las obras iniciaron en el mes de enero de 2017 con la construcción de un carril confinado en el Paseo de la Reforma, y la colocación de nuevo material asfáltico a lo largo del recorrido.
El 12 de junio del mismo año una orden judicial provocó la suspensión temporal de los trabajos, al aceptar un amparo presentado por una asociación civil asegurando que la nueva línea provocaría afectaciones en la zona del Bosque de Chapultepec y el entorno arquitectónico del Paseo de la Reforma. Además, el Instituto Nacional de Antropología e Historia (INAH) informó que se estaba trabajando sobre una zona de monumentos históricos protegidos, por lo que se suspendió la obra hasta que se pudo garantizar que los trabajos no causarían afectaciones al patrimonio ecológico y arquitectónico de la zona.
El 29 de junio, se autorizó legalmente la continuación de las obras, luego de que el Gobierno de la Ciudad de México consiguió un permiso del INAH para regularizar las obras de construcción. De esta forma, se retomó el proyecto con la condición de no talar árboles y salvaguardar las áreas verdes, monumentos históricos y obras artísticas localizadas en el tramo proyectado. Por ello, el gobierno determinó construir las estaciones proyectadas en el formato de parabús, es decir, instalaciones ubicadas en la banqueta, de manera similar a los utilizados en el trayecto de la Línea 4 que cruza por el Centro Histórico de la Ciudad de México.
En julio se anunció que las obras ya contaban con un 42% de avance al tenerse construidos 11.2 kilómetros de carril confinado. El 26 de julio se presentaron los autobuses utilizados en el Corredor Reforma. Se trata de unidades de dos pisos de altura con capacidad de hasta 130 personas. En un primer momento se planeó funcionar con 90 unidades.

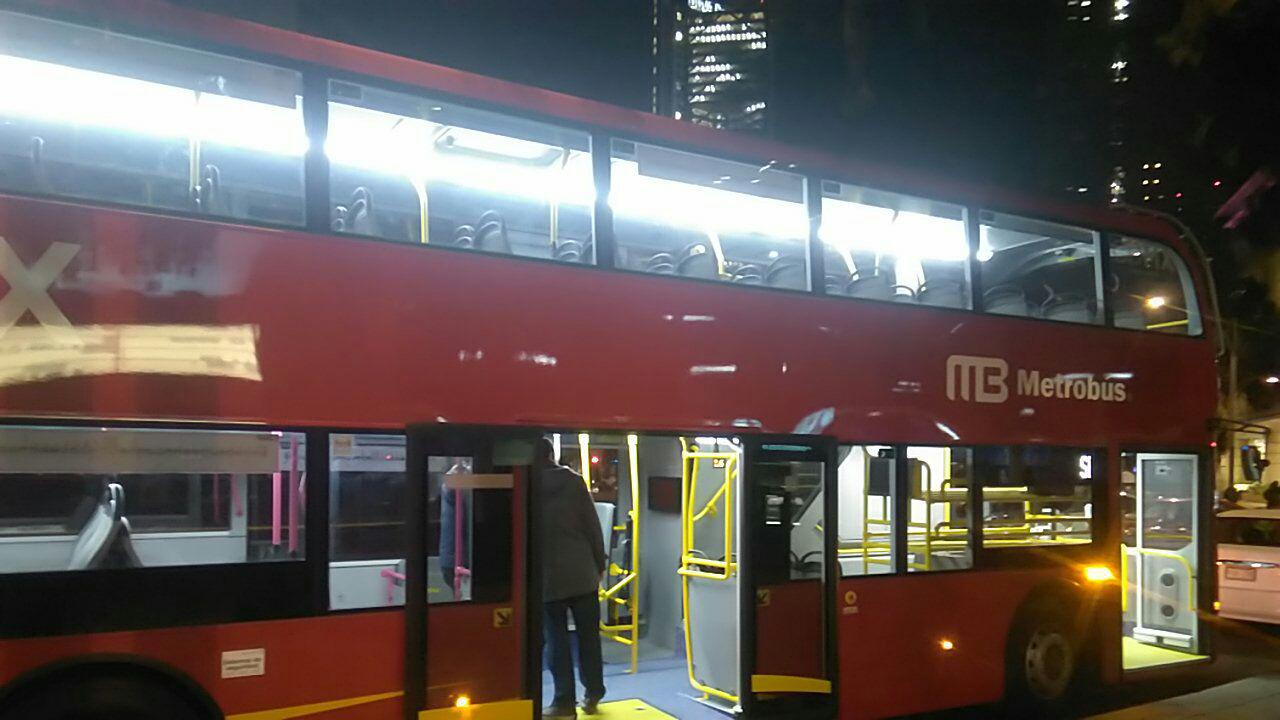
Autobús de la línea 7

En un principio se tenía planeado crear el trayecto CETRAM Indios Verdes - Fuente de Petróleos. Sin embargo, como consecuencia de la oposición vecinal, que cuestionó la construcción por la posibilidad de afectar al tráfico de la zona, las autoridades determinaron recortar el recorrido hasta el cruce de Paseo de la Reforma y la calle Monte Elbruz, a la altura del Campo Marte, sitio donde retornan las unidades del Metrobús para hacer el recorrido inverso.
La línea corre desde el Centro de Transferencia Modal de Indios Verdes hasta el Campo Marte. Se colocaron 31 estaciones en un recorrido de 14.8 kilómetros en la etapa troncal, dos de las paradas son terminales y 29 son consideradas como de paso.
Se tienen proyectados el lanzamiento de dos servicios alimentadores principales entre el Campo Marte y Santa Fe. Uno correrá por Prolongación Reforma y la Avenida Vasco de Quiroga rumbo a la zona de corporativos, y el segundo eje se internará por el Pueblo de Santa Fe con el mismo destino. En septiembre de 2017 se confirmó la realización de otro sistema alimentador entre Indios Verdes y la zona de Cuautepec.
Inició su operación el 5 de marzo de 2018.
Cuenta con seis itinerarios:
- Indios Verdes - Campo Marte
- Indios Verdes - La Diana
- Hospital Infantil La Villa - Campo Marte
- Hospital Infantil La Villa - La Diana
- Glorieta Cuitláhuac - Campo Marte
- Garibaldi Mercado Lagunilla - Campo Marte
- París - Alameda Tacubaya
- Glorieta Cuitláhuac - Alameda Tacubaya (Ruta

temporal en apoyo a la Línea 1 del Metro)
La línea brinda servicio en las alcaldías Miguel Hidalgo, Cuauhtémoc y Gustavo A. Madero.
Tiene transbordo con la línea 1 en las estaciones Indios Verdes, París, Reforma y Hamburgo; con la línea 3 en las estaciones El Caballito e Hidalgo; con la línea 4 Ruta Norte en las estaciones El Caballito e Hidalgo; con esta misma línea, en Ruta Sur, en la estación Amajac; y con la línea 6 en las estaciones Garrido, Hospital Infantil La Villa, De Los Misterios y Delegación Gustavo A. Madero.

## Planes de ampliación

### Línea 0
En el marco del 15 aniversario del organismo y el sistema, Roberto Capuano anunció la creación de un nuevo corredor de este sistema, que correrá a lo largo de Circuito Interior, Av Río Churubusco, Av. Patriotismo y Av. Revolución. Tras el anuncio, no se revelaron más detalles sobre la futura línea.
Actualmente la línea ha sido retomada por la nueva jefa de gobierno y aunque no se han dado fecha de inicio de obras, se ha retomado el proyecto para implementarlo 
Linea 8
La jefa de gobierno de la Ciudad de México Clara Brugada, anuncio la creación de la nueva línea del metrobús que recorrerá de Toreo (Pericentro/Cuatro Caminos) hacia Alameda Oriente rodeando todo anillo periférico. [85]

## Tarifas, sistemas de pago y horario de servicio

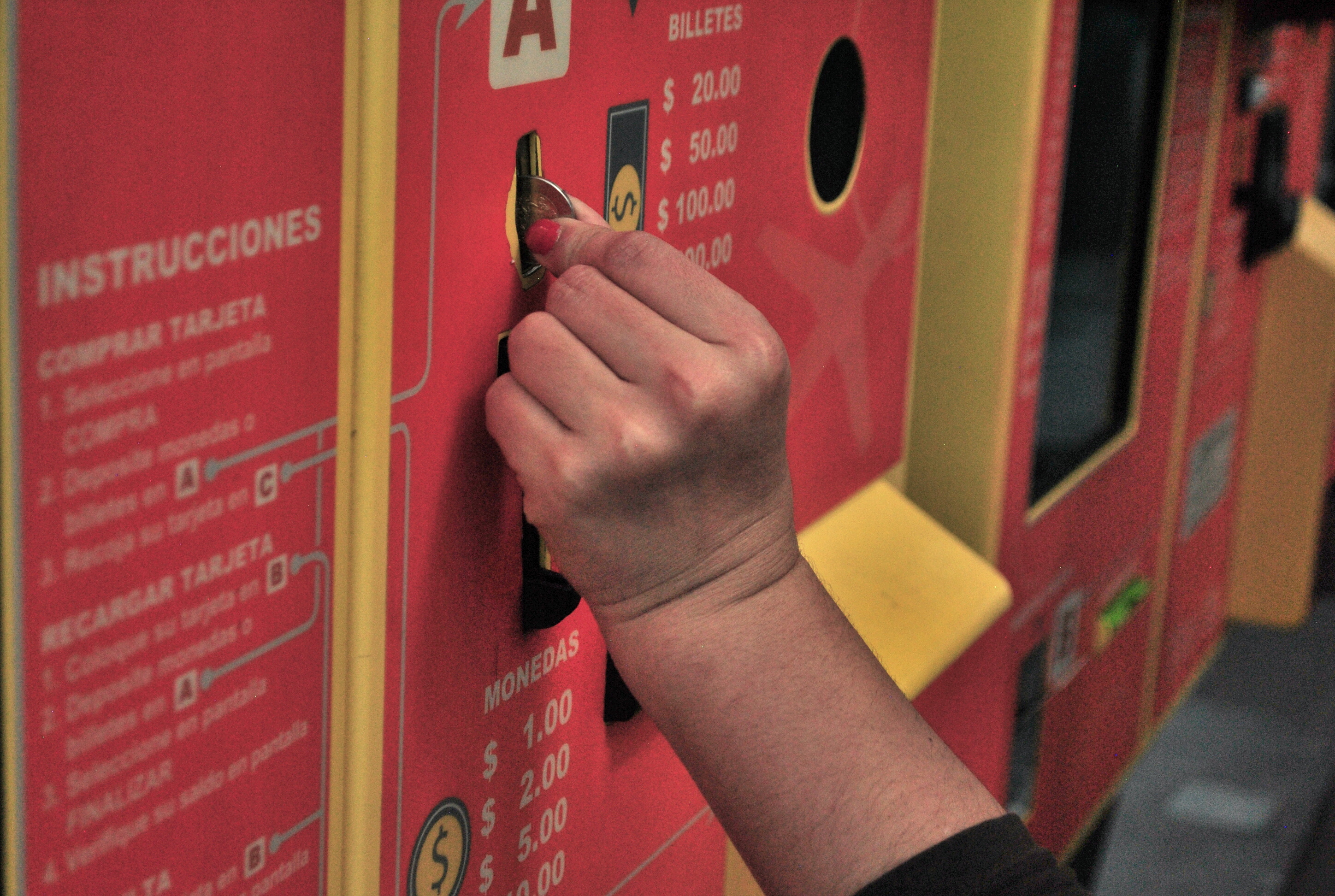
Máquinas expendedoras de tarjetas, en la estación Buenavista.

La tarifa vigente en 2022, sin importar la distancia, es de MXN$ 6.00. El costo del itinerario San Lázaro-Aeropuerto de la Línea 4 tiene un costo de MXN$30.00.
El servicio es gratuito para adultos de más de 70 años de edad, para personas con discapacidad y para niños menores de 5 años.
El horario de servicio es el siguiente:
- lunes a viernes de 4:30 a 24:00;
- sábados, domingos y días festivos de 5:00 a 24:00.

Se puede hacer el pago en todas las líneas del sistema Metrobús con la Tarjeta de Movilidad Integrada, billetera electrónica (como Apple Pay o Google Pay) y tarjeta sin contacto (únicamente Visa, MasterCard y American Express), usando tecnología Near field communication o NFC; estos tres pueden ser usados tanto en los validadores de ingreso a estación o autobús en el caso de las líneas 4 y 7, así como en el Punto de Venta y Recarga de la Tarjeta de Movilidad Integrada. Además, puede ser usada la tarjeta bancaria con chip, así como CODI; estos dos casos se aceptan únicamente en las máquinas o Punto de Venta y Recarga de la Tarjeta de Movilidad Integrada.

### Transbordo
Para poder realizar el transbordo en las diferentes estaciones de conexión del sistema, se tiene que salir de la estación de la línea y presentar la misma tarjeta con la que se ingresó al sistema en el validador de la estación aledaña de la otra línea o en el validador del autobús en el caso de las líneas 4 y 7. Este reconocerá la tarjeta como pasajero en transbordo y liberará el torniquete sin descontar saldo de la misma. Únicamente se permite un transbordo por persona-tarjeta-viaje.
Por lo tanto, para que sea válido el transbordo, solo se puede realizar durante 2 horas en una sola dirección, así como durante el ingreso y transbordo no se realice ninguna recarga o consulta de saldo de la tarjeta.

## Parque vehicular
La flota de Metrobús es de 660 autobuses de vanguardia tecnológica, con altos estándares de calidad y 100% accesibles. A continuación se muestran los tipos de autobuses que se pueden encontrar en el Sistema.

### Autobús Articulado
303 autobuses articulados.
Características:
- 18 metros de largo
- Capacidad para 160 personas
- 1 autobús articulado sustituye 107 automóviles

Modelos:
- Volvo 7300 Articulado
- Dina BRighTer
- Mercedes-Benz Marcopolo GRAN VIALE Articulado
- Mercedes-Benz Busscar Urbanuss Pluss S5 Articulado
- Marcopolo MP 60 Exprés con chasis O 500 MA 2836
- Neobus Scania Mega BRT
- Yutong Bus & Coach ZK6180BEVG (Primer unidad 100% eléctrica)

### Autobús Biarticulado
124 autobuses biarticulados.
Características:
- 24 metros de largo
- Capacidad para 240 personas
- 1 autobús biarticulado sustituye 160 automóviles
- Para transportar 1000 personas en 10 km, 4 autobuses biarticulados utilizan 40 litros de combustible. Comparado con 835 automóviles y un gasto de 650 litros, que se utilizan para mover a la misma cantidad de personas. El ahorro es de 460,000 litros al día.

Modelos:
- Volvo 7300 Biarticulado
- Scania Neobus Mega BRT Biarticulado

### Autobús 12 metros
61 autobuses diésel y 9 autobuses híbridos.
Características:
- 12 metros de largo
- Capacidad para 100 personas
- Primera flota de autobuses híbridos en Latinoamérica

Modelos:
- Volvo 7700 B9L
- Volvo 7700 Hybrid
- Volvo CAIO Access
- Masa C8R
- Masa C11R CE4 05A (11 metros)
- Yutong ZK6990HGQ (10 metros)

Modelos que han sido puestos a prueba:
- Volvo 7900 Eléctric (Primer autobús 12 metros 100% eléctrico que circula en rutas de la Línea 4)
- ZhongTong N12
- Yutong ZK6126BEVG
- Scania E-Citywide
- Volvo Luminus
- Sunwin SWB6808BEV27 (8 metros)

### Autobús doble piso
90 autobuses de doble piso.
Características:
- Doble piso
- Capacidad para 130 personas
- Panorámicos
- Certificación oficial ambiental Euro VI

Modelo:
- Alexander Dennis Limited (ADL)

### Autobús 15 metros
35 autobuses diésel
Características:
- 15 metros de largo
- Señalización en Braille
- Espacio para un perro guía
- Certificación oficial ambiental Euro VI
- Puertas Sliding Door
- Autonomía 300 km (eléctricos)
- Puertos USB (eléctricos)

Modelos:
- Volvo CAIO Access chasís B8R LE 6X2
- Scania México Neobus MEGA BRT
- BYD B15E01

## Empresas Operadoras
| Empresa   | Nombre                                                    | Autobuses | Serie Motriz                                                                                    | Líneas en que circulan |
| --------- | --------------------------------------------------------- | --- | ----------------------------------------------------------------------------------------------- | ---------------------- |
| CISA      | Corredor Insurgentes SA. de CV.                           | - Volvo 7300 Biarticulado - Scania México Neobus MEGA BRT - Marcopolo MP 60 Exprés con chasis O 500 MA 2836                                            | - 120 al 123 - 139 al 150 - 1019 al 1050 - 1101 al 1147 - 2001 al 2005                          |                        |
| RECSA     | Corredor Insurgentes Sur Rey Cuauhtémoc SA. de CV.        | - Volvo 7300 Biarticulado - Volvo 7300 Articulado | - 251 al 271 - 1081 al 1099 - 1251 al 1267                                                      |                        |
| CE4-17MSA | Corredor Eje 4, 17 de Marzo SA. de CV.                    | - Volvo 7300 Articulado - Dina Brighter - Masa C11R Smart Bus                                                                                          | - 301 al 325 - 335 al 337 - 701 al 736 - 1301 al 1314 - 2301 al 2337 - 3301 al 3320 - 1A al 17A |                        |
| VYCSA     | Vanguardia y Cambio SA. de CV.                            | - Volvo 7300 Biarticulado | - 151 al 156 - 1151 al 1178                                                                     |                        |
| MIVSA     | Movilidad Integral de Vanguardia SA. de CV.               | - Volvo 7300 Articulado - Mercedes Benz Marcopolo Gran Viale BRT - Yutong ZK6180BEVG                                                                   | - 401 al 472 - 9401 al 9460                                                                     |                        |
| RTP       | Red de Transporte de Pasajeros                            | - Volvo 7300 Biarticulados - Volvo 7300 Articulados - Yutong U10 (10 metros)                                                                           | - 213 al 235 - 326 al 334 - 681 al 685 - 1201 al 1210 - 4001 al 4020                            |                        |
| COPSA     | Corredor Oriente Poniente SA. de CV.                      | - Mercedes Benz Marcopolo Gran Viale - Mercedes-Benz Busscar Urbanuss Pluss S5 Articulado - Volvo 7300 Articulados - Dina Brighter - Yutong ZK6180BEVG | - 376 al 400 - 2376 al 2378 - 2384 al 2392 - 9376 al 9383                                       |                        |
| TSAJJ     | Transportes Sánchez Armas Jose Juan SA. de CV.            | - Mercedes Benz Marcopolo Gran Viale - Neobus Mega BRT Scania - Volvo 7300 Articulados                                                                 | - 338 al 350 - 2338 al 2350 - 3338 al 3350 - 4338 al 4347                                       |                        |
| CTTSA     | Corredor Tacubaya Tepalcates SA. de CV.                   | - Volvo 7300 Articulados | - 351 al 375 - 2351 al 2375 - 2379 al 2383 - 3351 al 3353                                       |                        |
| CCASA     | Conexión Centro - Aeropuerto SA. de CV.                   | - Volvo 7700 B9L - Volvo 7700 Hybrid - Volvo CAIO Access (15 metros) - Yutong ZK6990HGQ (10 metros) - Neobus Mega BRS - BYD B15E                       | - 501 al 598 - 5001 al 5056                                                                     |                        |
| COPATTSA  | Corredor Pantitlan Tepito Toreo SA. de CV.                | - Volvo CAIO Access (15 metros) | - 2501 al 2515                                                                                  |                        |
| CITEMSA   | Corredor Integral de Transporte Eduardo Molina SA. de CV. | - Volvo 7300 Articulado - Zhongtong LCK6180EVG | - 601 al 633 - 9601 al 9607 (Zhongtong)                                                         |                        |
| CORENSA   | Corredor Eje 3 Oriente Norte Sur SA. de CV.               | - Marcopolo MP 60 Exprés con chasis O 500 MA 2836 | - 2601 al 2668                                                                                  |                        |
| CURVIX    | Corredor Curva Villa Ixtacala SA. de CV.                  | - Mercedes Benz Marcopolo Gran Viale - Mercedes-Benz Busscar Urbanuss Pluss S5 Articulado - Yutong ZK6180BEVG                                          | - 751 al 775 (Gran Viale) - 776-778 (Busscar) - 9751 al 9755                                    |                        |
| CARSA     | Corredor Antenas Rosario SA. de CV.                       | - Mercedes Benz Marcopolo Gran Viale - Mercedes-Benz Busscar Urbanuss Pluss S5 Articulado - Yutong ZK6180BEVG                                          | - 781 al 798 (Gran Viale) - 799 y 800 (Busscar) - 9781 al 9783                                  |                        |
| SKYBUS    | Skybus Reforma SA. de CV.                                 | - Alexander Dennis Limited (ADL) Enviro 500 | - 901 al 942                                                                                    |                        |
| OL7       | Operadora Línea 7 SA. de CV.                              | - Alexander Dennis Limited (ADL) Enviro 500 | - 801 al 847                                                                                    |                        |

## Propuestas de expansión del sistema

### 2003 y 2006
El gobierno del Distrito Federal con asesoría del Centro de Transporte Sustentable de la Ciudad de México diseñó, en 2003, el proyecto ejecutivo del Metrobús. Este proyecto consideró 6 corredores de transporte en: Av. de los Insurgentes, Eje 8 Sur, Eje Central, Eje 3 Oriente, Av. Miguel Ángel de Quevedo y Av. Tláhuac. De este proyecto inicial solo se construyó el Corredor Insurgentes y el Corredor Insurgentes Sur.
En 2005 el Colegio de México presentó a petición de la Asamblea Legislativa del Distrito Federal el Estudio Social y Urbano de Corredores Estratégicos de la Ciudad de México. En este estudio se consideraron 33 corredores de Metrobús, de los cuales, el Corredor Eje 8 Sur tendría prioridad.
A principios de 2006 Alejandro Encinas Rodríguez, Jefe de Gobierno del Distrito Federal de 2005 a 2006, anunció que debido al cambio de administración a efectuarse a finales de año, no existían planes para expandir los corredores de Metrobús. A pesar de no ampliar los corredores, Encinas, consideró la posibilidad de crear un plan maestro del Metrobús, además, continuó con los estudios de factibilidad para crear el proyecto ejecutivo del Corredor Eje 8 Sur. También se elaboraron estudios para un corredor en Av. Paseo de la Reforma llamado Reformabús (esta propuesta se decidió tratar de manera independiente al proyecto Metrobús.

### 2008
En julio de 2008 el secretario de Obras y Servicios del Distrito Federal, Jorge Arganis Díaz Leal, dio a conocer a los medios de comunicación los corredores de transporte considerados a construirse antes de 2012: Río de los Remedios - Glorieta de Vaqueritos, Tenayuca - Etiopía, Tasqueña - Tláhuac, Aragón - La Villa, San Antonio - Santa Catarina, Periférico Norte - Río Churubusco, Mixcoac - Santa Martha, Santa Fe - La Villa, Cuatro Caminos - Alameda Oriente, Reforma - Circuito Interior y Constituyentes - Las Flores.

### 2012
En agosto de 2012 Marcelo Ebrard dio a conocer una nueva propuesta para crear cuatro nuevos corredores de transporte. La propuesta considera los siguientes corredores:
- Línea 5: sobre Eje 3 Oriente de Puente Negro a San Lázaro, con una posible ampliación a la Glorieta de Vaqueritos (25.2 km)
- Línea 6: de la Alameda Oriente a la Glorieta de Vaqueritos con una extensión de 20.5 km.
- Línea 7: de la Glorieta de Vaqueritos al Deportivo Xochimilco.
- Línea 8: sobre los ejes 6 y 5 Sur, de San Antonio a Santa Martha.

### 2013
En 2013 Miguel Ángel Mancera, Jefe de Gobierno del Distrito Federal, anunció la construcción de dos nuevas líneas:
- Línea 5: Río de los Remedios a San Lázaro, con una posible ampliación a la Glorieta de Vaqueritos (25.2 km).
- Línea 6: a lo largo de Eje 5 Norte desde la estación del Metro El Rosario hasta las cercanías de la estación del Metro Villa de Aragón y Avenida Central, Carlos Hank González .[96]
- Línea 7: Indios Verdes / Hospital Infantil La Villa a Fuente de Petróleos, con Servicio Complementario de Auditorio a Santa Fe / Plaza Samara (Total 30 km; Troncal 15 km).

### 2018
Dentro de las propuestas de movilidad de la administración dirigida por Claudia Sheinbaum, están en duplicar las líneas de Metrobús y establecer sistemas de alimentación que conecten a los diferentes sistemas de transporte de la ciudad, y mejorar la movilidad de las ya existentes a través de sistemas de control de tránsito que agilicen los cruces con semáforo.

### 2020
El 20 de junio de 2020, Claudia Sheinbaum, jefa de Gobierno de la capital, anunció la construcción de una nueva ruta del Metrobús sobre Circuito Interior, Av. Patriotismo y Av. Revolución; la cual comenzará a construirse en 2021. Lo que sería la octava línea del Metrobús tendría una extensión de 46.1 kilómetros, 73 estaciones y tres terminales que atenderían a 258 mil pasajeros por día. Para este proyecto se estima una inversión de 2 mil 160 millones de pesos.
2025
El 21 de enero de 2025, Clara Brugada, jefa de gobierno de la capital, anuncio la ampliación de la Línea 7 del Metrobús hacia Toreo (Cuatro Caminos), generando controversia en redes sociales que debió ampliarse hacia Centro Comercial Santa Fé, además dando la continuidad de las líneas 0 y 8 del Metrobús. [98]

## Premios
En 2006, el sistema recibió el premio Liderazgo Mundial de 2007, galardón que otorga la organización no lucrativa World Leadership Forum, con sede en Londres, Inglaterra, el premio se otorga a los mejores proyectos en áreas de ingeniería civil y arquitectura, comunicaciones, planificación urbana, transporte, así como ciencia y tecnología.
En 2021, el sistema recibió el premio Innovation by Design Fast Company en la categoría "best design" por el desarrollo de un Manual de Lineamientos de Señalética para mejorar la experiencia de viaje de más de 1 millón de usuarios que diariamente utilizan alguna de las 7 líneas de este sistema de movilidad.